# Michael van den Bogaard
Michael van den Bogaard (* 1974 in Solingen) ist ein deutscher Fotograf.
Michael van den Bogaard besuchte von 1996 bis 2004 die Bergische Universität Wuppertal und machte dort einen Abschluss in Kommunikationsdesign mit Schwerpunkt Bildjournalismus. Anschließend studierte er bis 2005 die Kunsthochschule für Medien Köln. Seit 1997 machte er Fotoreportagereisen, u. a. nach Mittelamerika, Südostasien, Indien und Osteuropa.
Seit 2003 war van den Bogaard bei  Ausstellungen vertreten, darunter bei der „Visual Gallery“ bei der Photokina in Köln, in der „International Media Art Residency“ in Nida/Litauen, der „Maison du Bon Grain“ in Hône/Valle d’Aosta und anderen Ausstellungen in Hamburg, Völklingen, Düsseldorf, Budapest, Łódź und Wien.
Zudem erhielt van den Bogaard Auszeichnungen wie 2003 den „Kodak Young Talented Award“ und 2009 den Sony World Photography Awards für seine Fotos von den Slums in Shanghai.
Van den Bogaard lebt als freier Fotograf in Köln.

## Auszeichnungen
- 1. Preis in der Kategorie Kunst/Architektur bei den Sony World Photography Awards 2009